# تشويه الأعضاء التناسلية للإناث في الولايات المتحدة

تشوه المهبل نتيجة الختان

تشويه الأعضاء التناسلية الأنثوية وهو المعروف أيضاً باسم ختان الإناث ، أي إجراء ينطوي على إزالة أو إصابة جزء من الأعضاء التناسلية الخارجية أو جزء منها لأسباب غير طبية. هذه الممارسة هي الأكثر شيوعًا في إفريقيا وآسيا والشرق الأوسط ، فإن تشويه الأعضاء التناسلية الأنثوية منتشر على نطاق واسع في مجتمعات المهاجرين والمناطق الحضرية في الولايات المتحدة ، وقد قام بها الأطباء بانتظام حتى ثمانينيات القرن العشرين. هناك أربعة أنواع رئيسية من تشويه الأعضاء التناسلية الأنثوية، تتميز بها منظمة الصحة العالمية من حيث شدتها. يصف استئصال البظر ، النوع الأول وهو الإزالة الجزئية أو الكلية للبظر، ويتضمن الختان وإزالة غطاء البظر فقط، واستئصال البظر، أو إزالة حشفة البظر بالكامل وغطاء الرأس. النوع الثاني للختان ينطوي على الإزالة الجزئية أو الكلية للبظر والشفرين الصغيرين، مع أو بدون الإزالة الإضافية للشفرات الكبرى. النوع الثالث للختان هو النوع الأشد من تشويه الأعضاء التناسلية الأنثوية. ويصف تضييق الفتحة المهبلية من خلال إنشاء الختم، عن طريق قطع وإعادة وضع الشفرين الصغيرين أو الشفرين الكبيرين. يصف النوع الرابع أي نوع آخر من الإجراءات الضارة غير الطبية التي تُجرى على الأعضاء التناسلية الأنثوية، بما في ذلك القطع والحرق والكشط.
في الولايات المتحدة، يعد تشويه الأعضاء التناسلية الأنثوية شائعًا في مجتمعات المهاجرين وفي المناطق الحضرية الكبرى. تم جمع البيانات عن انتشار تشويه الأعضاء التناسلية الأنثوية في الولايات المتحدة في عام 1990 ، باستخدام معلومات التعداد. 
أظهرت تقارير مراكز مكافحة الأمراض باستخدام المعلومات من أوائل عام 2010 2013 انخفاضا في تشويه الأعضاء التناسلية الأنثوية في الولايات المتحدة، على الرغم من أن مستويات الهجرة المتزايدة تسببت في ظهور أرقام أعلى. بالإضافة إلى انتشاره في مجتمعات المهاجرين في الولايات المتحدة ، كان تشويه الأعضاء التناسلية للإناث يعتبر إجراءً طبياً عادياً في أمريكا في معظم القرنين التاسع عشر والعشرين.
أجرى الأطباء عمليات جراحية مختلفة من الغزو لعلاج عدد من التشخيصات، بما في ذلك الهستريا والاكتئاب ، والشهوة ، والبرود الجنسي.  سمح إضفاء الطابع الطبي على ختان الإناث في الولايات المتحدة بمواصلة هذه الممارسات حتى نهاية القرن العشرين، مع بعض الإجراءات التي يغطيها بلو كروس بلو شيلد للتأمين حتى عام 1977.مع تمرير قانون تشويه الأعضاء التناسلية الأنثوية في عام 1996 ، أصبح تشويه الأعضاء التناسلية الأنثوية على أي شخص يقل عمره عن 18 سنة جناية في الولايات المتحدة. لكن في عام 2018 ، تم الفصل في القانون باعتباره غير دستوري من قبل قاضي المقاطعة الفيدراليةالأمريكية بيرنارد فريدمان في ميشيغان. كجزء من الحكم، أمر فريدمان أيضًا بإسقاط التهم ضد 8 أشخاص قاموا بتشويه الأعضاء التناسلية لـ 9 فتيات. اعتبارا من عام 2017 ، أصدرت 26 ولاية أمريكية قوانين محددة تحظر تشويه الأعضاء التناسلية الأنثوية، في حين أن الولايات الـ 24 المتبقية ليس لديها قوانين محددة ضد تشويه الأعضاء التناسلية الأنثوية. كما شاركت الولايات المتحدة في العديد من قرارات الأمم المتحدة التي تدعو إلى استئصال تشويه الأعضاء التناسلية الأنثوية، بما في ذلك إعلان الأمم المتحدة العالمي لحقوق الإنسان لعام 1948 ، واتفاقية حقوق الطفل لعام 1989 ، واتفاقية القضاء على جميع أشكال التمييز ضد المرأة ( CEDAW).